# Georg Pfleiderer
Georg Pfleiderer (* 10. Mai 1892 in Heilbronn; † 14. Dezember 1973 in Neumarkt in der Oberpfalz) war ein deutscher Architekt. Er entstammte der Unternehmerfamilie Pfleiderer, für die er das Werk in Neumarkt plante, dem er ab 1927 als Betriebsleiter vorstand und das 1960 das größte deutsche Holzwerk war.

## Leben
Pfleiderer kam als Sohn des Holzhändlers Gustav Adolf Pfleiderer (1845–1896) zur Welt. Sein Vater hatte 1894 in Heilbronn die G.A. Pfleiderer Langholzhandlung gegründet, die nach dessen frühem Tod von Georgs älteren Brüdern Adolf Pfleiderer (1877–1957) und Paul Otto Pfleiderer (1880–1960) fortgeführt wurde.
Georg Pfleiderer besuchte das Heilbronner Gymnasium und das Realgymnasium und war 1910/11 Einjährigenfreiwilliger beim 4. württembergischen Feld-Artillerie-Regiment Nr. 65. Anschließend studierte er Architektur und Ingenieurwesen in München. Im Ersten Weltkrieg wurde er erst zum 7. Feld-Artillerie-Regiment eingezogen und stand zunächst an der Westfront im Feld. Ende 1914 wurde er dann jedoch auf seinen Wunsch hin nach Schleißheim abkommandiert, wo er die Fliegerprüfung absolvierte und danach Flieger bei der Bayerischen Feldflieger-Abteilung Nr. 9 war. Bei einem Absturz im Januar 1916 erlitt er eine Verletzung der Wirbelsäule. Nach einem Bombenflug nach Epinal im Mai 1916 erhielt er den Militär-Verdienstorden 4. Klasse. Ab Frühjahr 1917 war er Fluglehrer in Schleißheim, gemeinsam mit seinem jüngeren Bruder Theodor (1895–1917), der dabei am 27. März 1917 tödlich verunglückte. Am 22. Mai wurde Georg Pfleiderer mit dem Preußischen Eisernen Kreuz I. und II. Klasse ausgezeichnet. Bei einem Sturz vom Fahrrad zog er sich im August 1917 eine langwierige Verletzung am Hoden zu, außerdem wies er nicht mehr die für Flieger nötige Nervenstärke auf, so dass er längere Zeit nur Reserve-Abteilungen zugeteilt war. Er bat mehrmals um seine Versetzung zu den Feldtruppen, die jedoch stets abgeschlagen wurde. Stattdessen kehrte er zu verschiedenen Fliegereinheiten zurück, wo er bis zum Ende des Krieges, zuletzt als Oberleutnant, Notlandeplätze erkundete und als Flugleiter der Fliegerbeobachterschule tätig war. Nach dem Ersten Weltkrieg blieb Pfleiderer in Bayern. 1917/18 war er in Fürth gemeldet, 1919 zog er nach München.
Seine Brüder planten unterdessen die Expansion ihres Unternehmens und erwarben hierfür einen ehemaligen Exerzierplatz in Neumarkt in der Oberpfalz sowie ein benachbartes älteres Sägewerk und weitere Grundstücke. Georg Pfleiderer, inzwischen Diplom-Ingenieur, tätigte die Grundstücks- und Immobilienkäufe. Anschließend plante und baute er das dortige Pfleiderer-Werk. Von 1922 bis 1927 hatte er ein eigenes Architekturbüro in München, wenngleich er auch schon 1925 nach Neumarkt zog, wo er 1927 die Betriebsleitung des Werks übernahm, das 1931 zum Sitz des Unternehmens wurde. Er hatte die Betriebsleitung bis 1952 inne.
In Neumarkt trat Pfleiderer außerdem als Pionier des Skisports hervor und hielt verschiedene Vorträge über seine Zeit als Weltkriegsflieger.

## Familie
Er war seit 1925 mit Thekla Loichinger (1904–1995) verheiratet. Der Ehe entstammten die Kinder Wolfgang, Barbara und Peter.